# Дерево «Сосни-сестри»

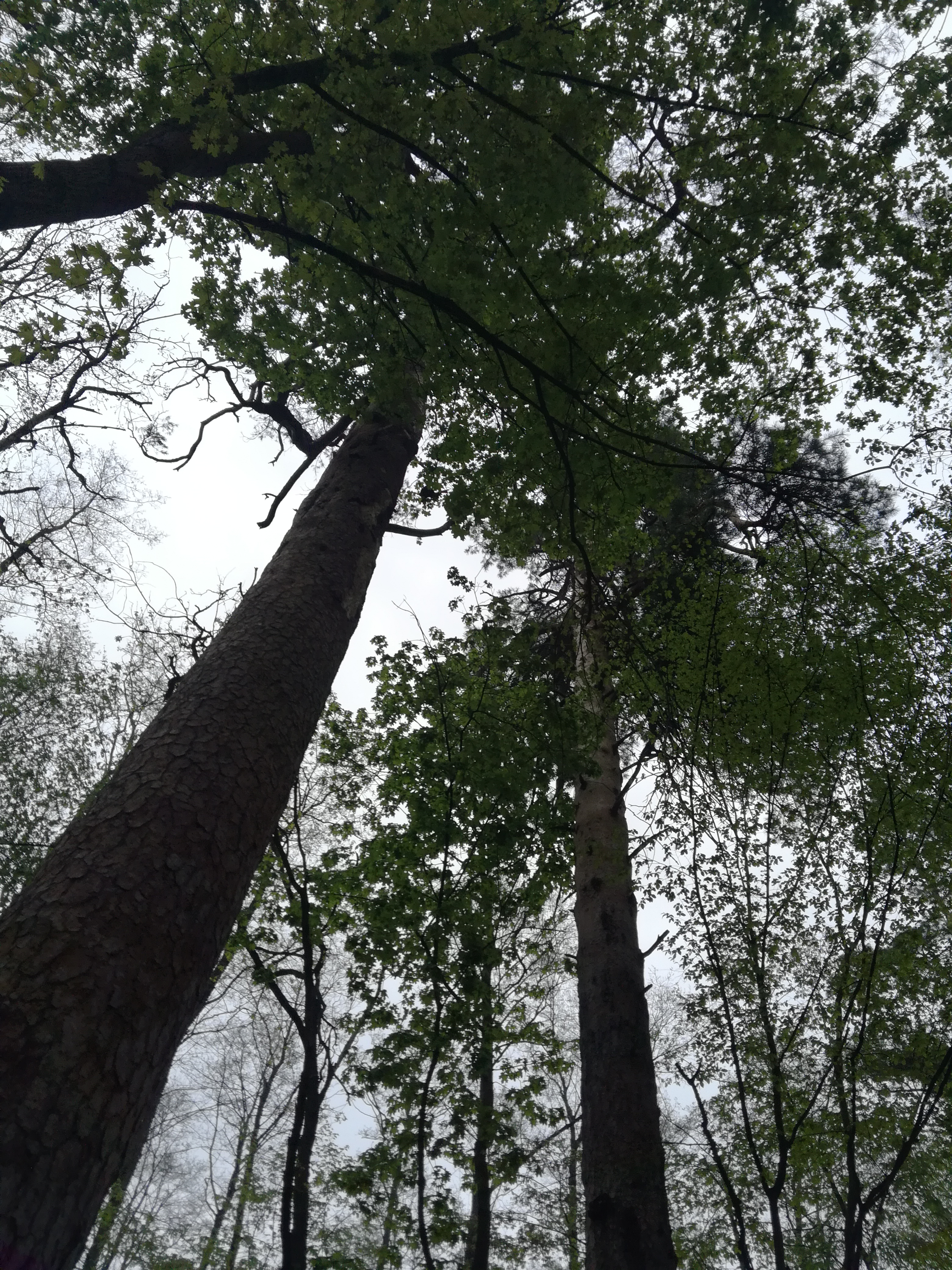
Дерево «Сосни-сестри»

Дерево «Сосни-сестри» — ботанічна пам'ятка природи місцевого значення. Об'єкт розташований на території Черкаського району Черкаської області, квартал 14 виділ 6 Софіївського лісництва.
Площа — 0,01 га, статус отриманий у 1975 році.
У фонд включено 2 сосни. Станом на 2020 рік сосни мали такі розміри: перша обхват 270 см, діаметр 85 см. Друга обхват 395 см, діаметр 125 см. На початку 2020 року старша сосна «засохла». Стовбур ще стоїть.